# Learjet
Learjet ist die Handelsmarke einer Familie von zweistrahligen Geschäftsreiseflugzeugen. Hergestellt wurden die Learjets seit 1990 unter der Führung von Bombardier. Die Bombardier-Tochtergesellschaft in Wichita (Kansas) firmiert als Learjet Inc. Davor gab es eine ganze Reihe von Firmierungen des Flugzeugherstellers, wobei das Ziel all dieser Unternehmen die Herstellung kleiner Strahlflugzeuge war.
Am 11. Februar 2021 wurde bekannt, dass Bombardier die Produktion der Learjets im vierten Quartal 2021 beenden und das gesamte Programm einstellen werde. Der letzte Learjet 75 wurde am 28. März 2022 ausgeliefert.

## Geschichte

### 1962–1969

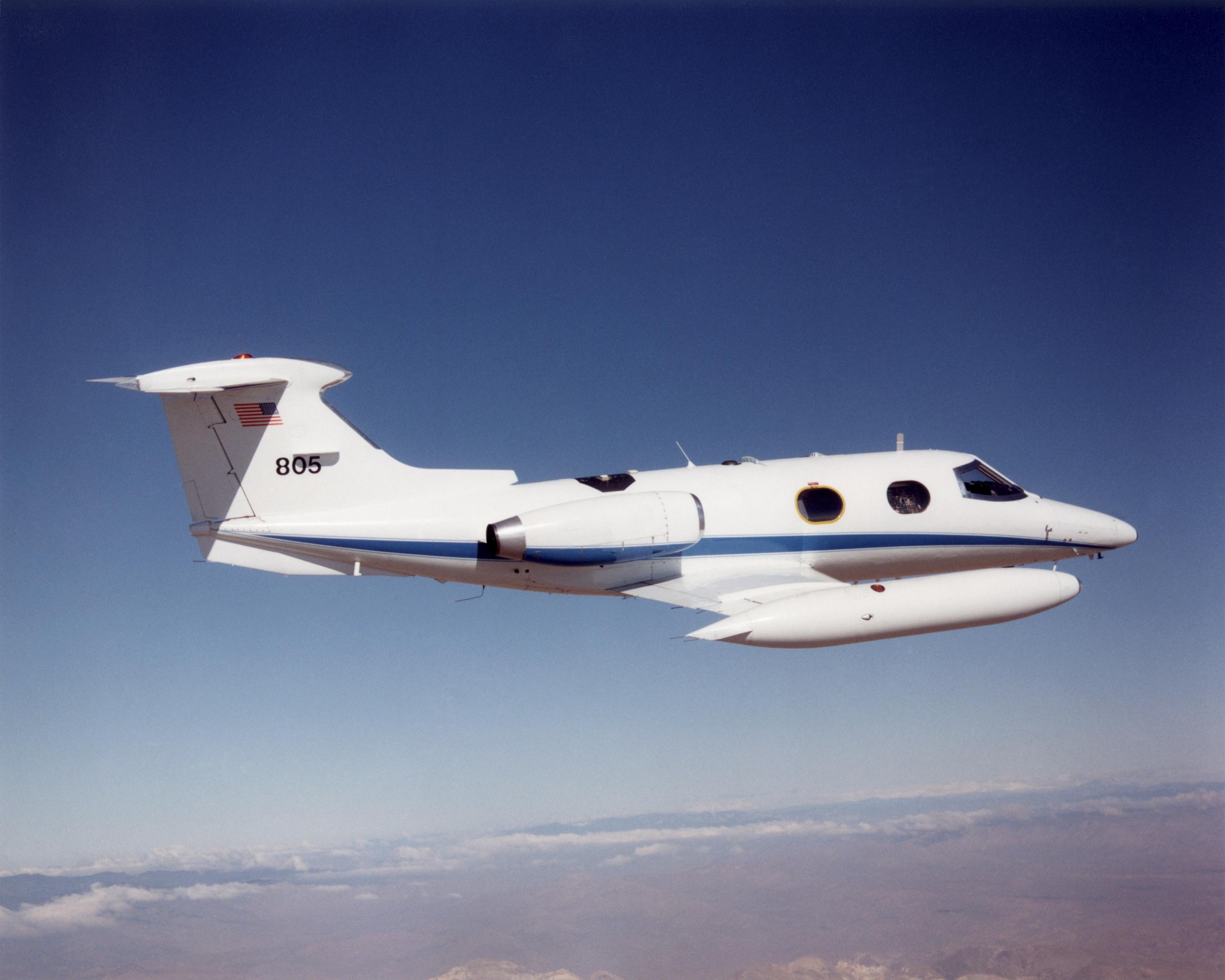
Learjet 24, Lear Jet Observatory der NASA

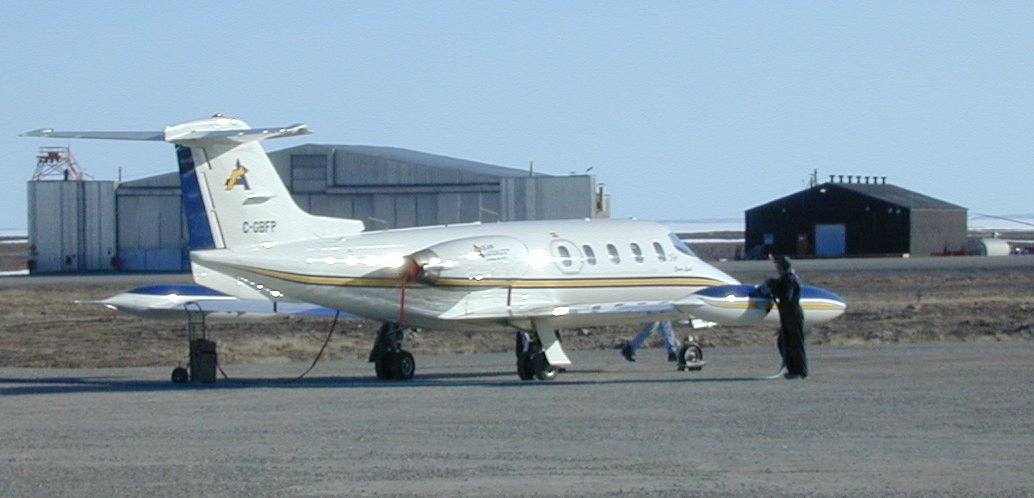
Learjet 25 am Cambridge Bay Airport (Kanada)

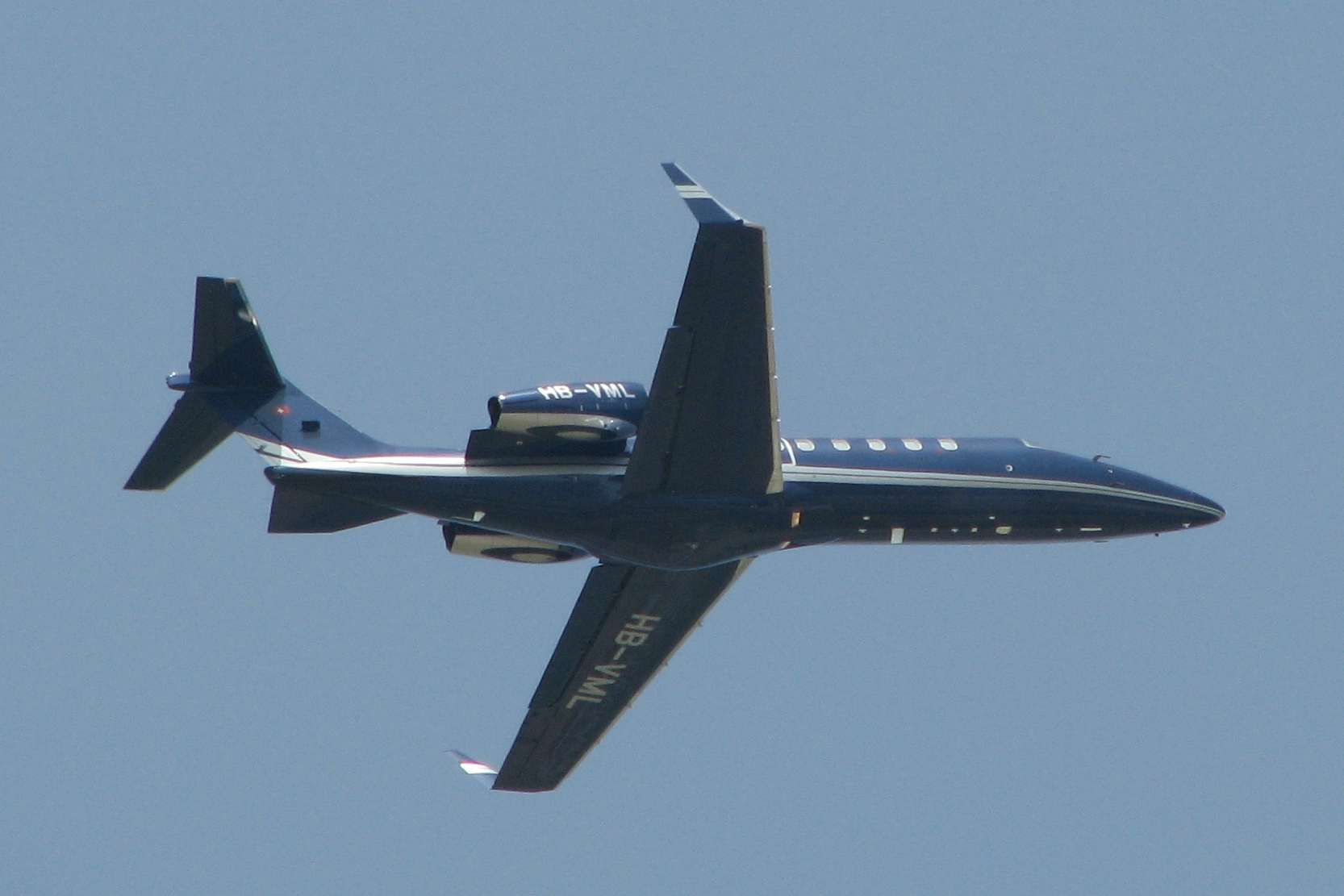
Learjet 45

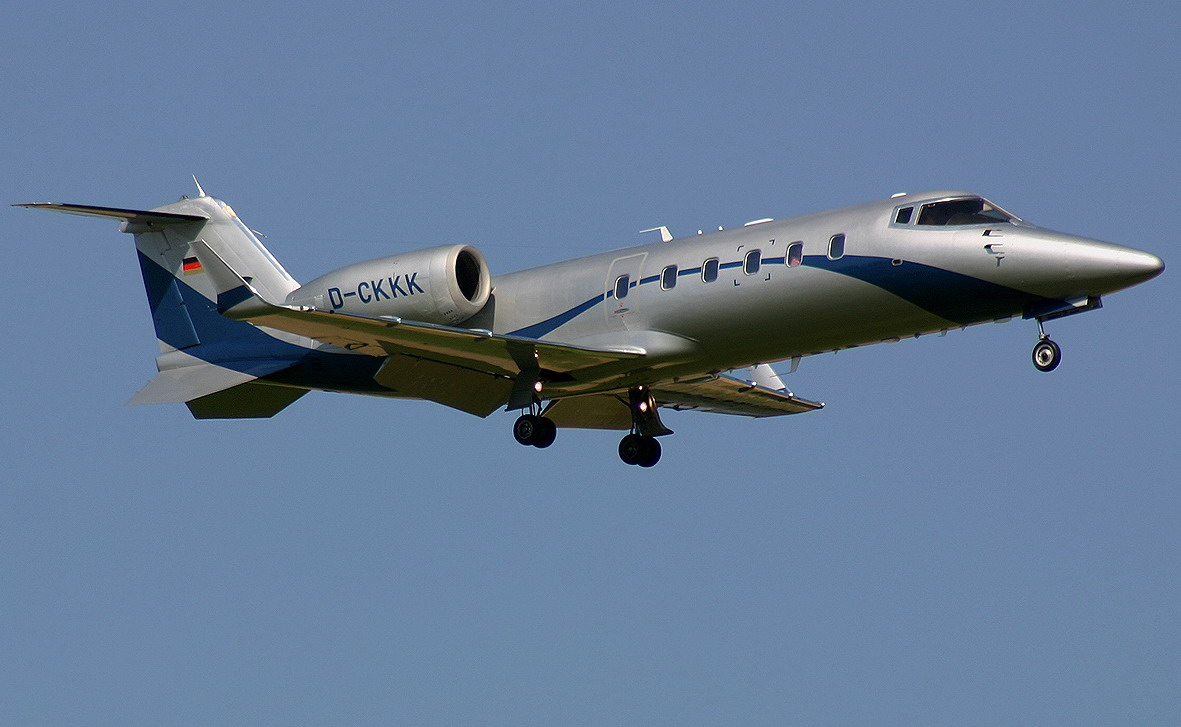
Learjet 60

Ende der 1950er Jahre entwickelte der Geschäftsmann William P. Lear ein zweistrahliges Geschäftsreiseflugzeug. Zur Produktion und Vermarktung seines Entwurfes gründete er in der Schweiz die Swiss American Aviation Corporation (SAAC). Lears Geschäftsreiseflugzeug sollte den Namen SAAC-23 bekommen.
Da er in den Vereinigten Staaten bessere Marktchancen für seine Entwicklung sah, verlegte Lear den Unternehmenssitz 1962 nach Wichita, Kansas. Dort begann im Februar der Zusammenbau des nun Learjet genannten Flugzeuges, des Learjet No. 1. Der Flügel stammte vom geplanten schweizerischen Kampfflugzeug FFA P-16.
Im April 1963 entstand aus der SAAC die Lear Jet Corporation. Der erste Prototyp flog am 7. Oktober 1963. Gut ein Jahr später, am 13. Oktober 1964, wurde die erste Serienmaschine ausgeliefert, ein Learjet 23. Das Modell fand guten Kundenanklang und wurde weiterentwickelt. 1966 entstand das Modell Learjet 24. Dieses wurde unter den Bedingungen einer Verkehrsmaschine zugelassen, ein Novum für ein Geschäftsreiseflugzeug. In diesem Jahr fand auch der Erstflug des Modells Learjet 25 statt. Am 19. September 1966 wurde das Unternehmen in Lear Jet Industries Inc. umbenannt, nachdem bereits gut 100 Maschinen ausgeliefert worden waren.
Die Gates Rubber Company stieg 1967 in die Lear Jet Industries Inc. ein, um die Flugzeuge weltweit zu vermarkten. Dafür wurde die Gates Aviation gegründet. Bereits am 27. November 1968 wurde die 200. Maschine ausgeliefert.
William P. Lear verließ das Unternehmen 1969. Er starb am 14. Mai 1978 in Reno (Nevada).

### 1969–1987
1969 fusionierten Lear Jet Industries Inc. und die Gates Aviation zur Gates Learjet.
Das Modell 25 wurde 1972 mit Turbinen des Typs Garrett AiResearch TFE731-2 ausgerüstet. Dabei handelte es sich um ein Turbofan-Triebwerk, das wesentlich leiser und sparsamer war als die bis dahin eingesetzten Turbojets. Ebenfalls in diesem Jahr erhielt Learjet die Zulassung, von unbefestigten Pisten starten zu dürfen.
Das neue Modell Learjet 35 startete am 22. August 1973 zu seinem Erstflug. Im Jahr darauf erhielten dieser Typ und der Learjet 36 die Zulassung. 1975 wurde der 500. Learjet ausgeliefert.
Die neuen Modelle der Typen Learjet 24/25 erhielten 1977 die Zulassung, um in der bis dahin für ein Verkehrsflugzeug unerreichten Höhe von 15.545 Metern, i. e. 51.000 Fuß, zu operieren. Am 24. August desselben Jahres erfolgte der Erstflug des Modells Learjet 28.
1979 erfolgte die Zulassung der Typen Learjet 28/29. Am 19. April startete der Prototyp der komplett neuen Serie Learjet 54/55/56 zu seinem Erstflug. 1980 wurde der 1000. Learjet ausgeliefert. In den folgenden Jahren wurden viele Detailverbesserungen der bestehenden Typen ausgeführt. Es entstanden Versionen mit vergrößerter Reichweite. 1983 bestellte das Verteidigungsministerium der Vereinigten Staaten 80 Maschinen vom Typ Learjet 35. Es wurde eine Raumfahrtabteilung gegründet, die später auch den Zuschlag erhielt, Komponenten für die Feststoffbooster des Space Shuttles zu produzieren. Im Herbst 1984 wurde die Produktion von Flugzeugen vorübergehend gestoppt, bis die zu großen Lagerbestände abgebaut waren. 1986 wurden neue Produktionsstätten in Tucson, Arizona bezogen und die Unternehmensleitung dorthin verlegt. Anschließend wurde die Flugzeugproduktion in Tucson und Wichita wieder hochgefahren.
Im Herbst 1987 übernahm die Integrated Acquisition, Inc. die Kontrolle über die Gates Learjet Corporation, kurz darauf wurde das Unternehmen in Learjet Corporation umbenannt. Die Produktion wurde von Arizona zurückverlagert nach Kansas.

### Seit 1990

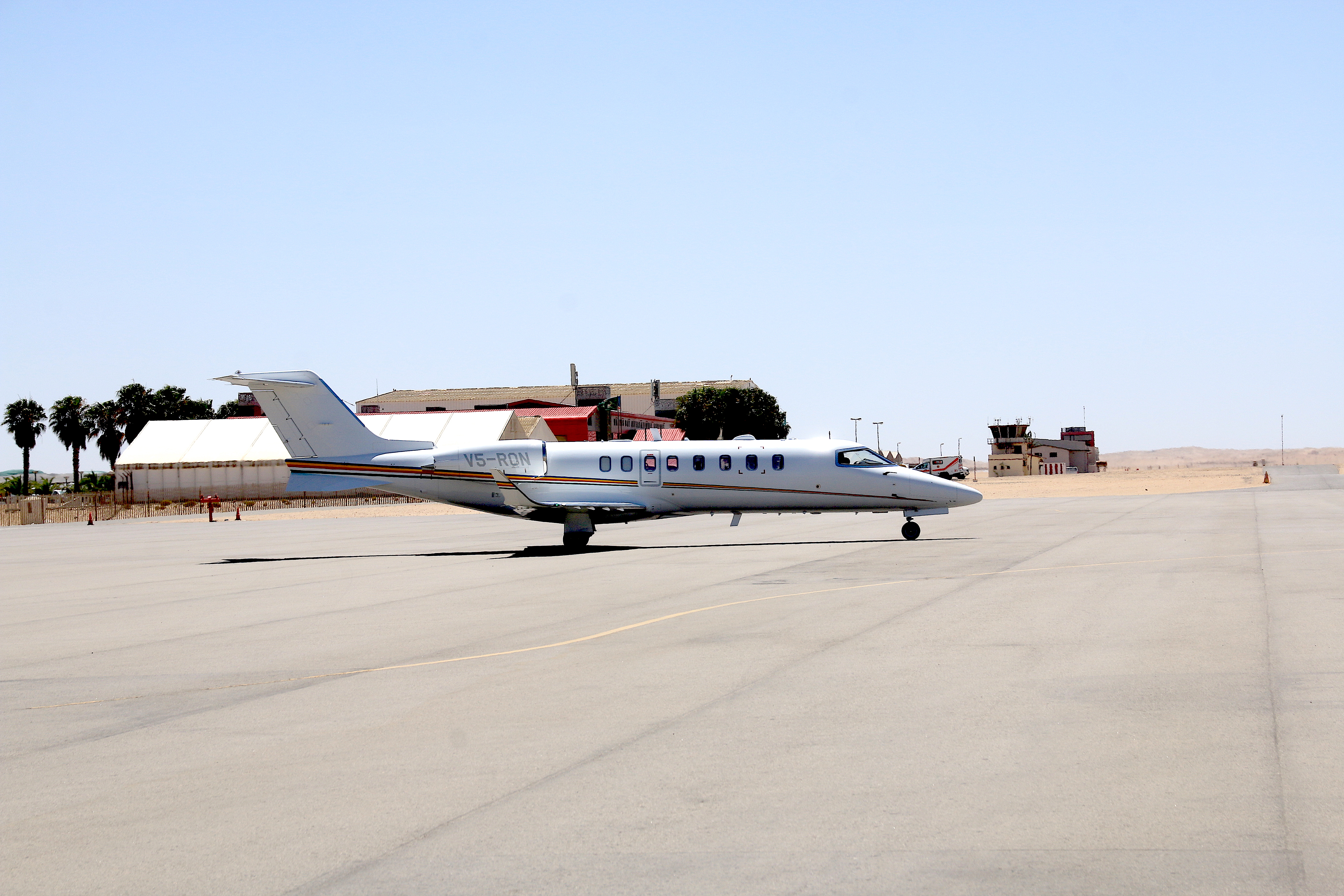
Learjet 75 (V5-RON) der namibischen Regierung in Walvis Bay

Am 29. Juni 1990 übernahm Bombardier Aerospace die Learjet Corporation. Die aktuelle Ausbaustufe des Typs 60, der Learjet 60XR, hatte seinen Erstflug am 3. April 2006. Die FAA-Zertifizierung wurde am 4. Juni 2007 erteilt, die Indienststellung begann am 30. Juli 2007.
Am 16. Juni 2006 wurden die Modelle 45 und 60 beide zum jeweils 300. Mal verkauft. Der 300. Learjet 45 ging in die Vereinigten Staaten, der 300. Learjet 60 nach Finnland. 2012 stellte Bombardier die Nachfolgemodelle des Learjet 40XR und 45XR als Learjet 70 und 75 vor.
Das Projekt des aus Faserverbundwerkstoffen gefertigten Learjet 85 (vorübergehender interner Projektname: Learjet NXT) begann am 30. Oktober 2007. Da dies eine Abkehr von der klassischen Metallbauweise war, in der alle Vorgängermodelle gefertigt wurden, handelte es sich um eine Neukonstruktion. Die Entwicklung des Learjet 85 wurde im Februar 2015 aufgrund fehlender Nachfrage eingestellt.